# Acacia hakeoides
Acacia hakeoides — вид квіткових рослин з родини бобових. Ареал: Австралія (Квінсленд, Вікторія, Новий Південний Уельс, Південна Австралія, Західна Австралія).

## Середовище
Росте у відкритому лісі, лісистій місцевості та малі, на піщаних ґрунтах і суглинках, на рівнинах і хребтах.

## Біоморфологічна характеристика
Це кущ невелике дерево. Цвіте з липня по вересень у Західній Австралії, з червня по вересень у Вікторії та з липня по листопад у Новому Південному Уельсі. Зазвичай досягає висоти 1–4 метри і має голі гілочки. Філодії від вузькояйцеподібної до ланцетоподібної форми, з вузьким кінцем до основи, здебільшого 40–120 мм завдовжки та 3–12 мм завширшки з однією або двома залозками по краях і помітною середньою жилкою. Квітки яскраво-золотисто-жовті, зібрані в суцвіття завдовжки 10–80 мм біля основи філодій, з 6–12 китицями по 20–30 квіток 4–6 мм у діаметрі. Плід — прямий або скручений стручок завдовжки 70–120 мм і 4–7 мм завширшки. Насіння тьмяно-чорне, завдовжки 5–7 мм.

## Використання
Насіння їстівне, і було припущено, що це насіння придатне для кулінарного використання як ароматизатор, як стабільний вуглевод або як замінник кави, серед іншого.